# 斎藤利親
斎藤 利親（さいとう としちか、文明5年（1473年）? - 明応5年12月7日（1497年1月10日））は、戦国時代の武将。斎藤氏持是院家3代目当主。持是院家2代目当主斎藤妙純の嫡男。左衛門、大納言、権律師、新四郎と称す。兄弟に又四郎、彦四郎。姉妹に朝倉貞景室、京極高清室らがいる。子は利良の他、女児が1人いる。
明応5年（1496年）9月、父と共に近江の六角高頼討伐に参加、同年12月7日、郷民の蜂起に遭い、父と共に戦死した。法名は紹興妙親で、享年24とも。子の利良は幼いため、弟の又四郎が後を継いだ。